# نيرو كوينتانا
نيرو كوينتانا (بالإسبانية: Nairo Quintana)‏ مواليد 04 فبراير 1990 في كولومبيا، هو دراج كولومبي في صنف سباق الدراجات على الطريق.

## التصنيف
| السنة     | 2009 | 2010 | 2011 | 2012 | 2013 | 2014 | 2015 | 2016 | 2017 | 2018 | 2019 | 2020 | 2021 | 2022 | 2023 | 2024 |
| --------- | ---- | ---- | ---- | ---- | ---- | ---- | ---- | ---- | ---- | ---- | ---- | ---- | ---- | ---- | ---- | ---- |
| العالم    |      |      |      | 176  | 8    | 6    | 3    | 2    | 13   | 22   |      |      |      |      |      |      |
| عالمي     |      |      |      |      |      |      |      | 4    | 13   | 26   | 21   | 43   | 64   | 63   | 1002 | 323  |
| أوروبا    | 790  | 251  | -    |      |      |      |      | 273  | 80   | 939  |      |      |      |      |      |      |
| أمريكا    | -    | -    | -    |      |      |      |      | 45   | -    | 34   | 2    | 5    | 6    | 7    | -    | 32   |
|           |      |      |      |      |      |      |      |      |      |      |      |      |      |      |      |      |
| مصدر: UCI |      |      |      |      |      |      |      |      |      |      |      |      |      |      |      |      |

## سباقات أو مراحل فاز بها
| التاريخ        | السباق                         | المركز                                                                   |
| -------------- | ------------------------------ | ------------------------------------------------------------------------ |
| 12 سبتمبر 2010 | تور دي أفينير 2010             | الفائز في التصنيف العام                                                  |
| 17 أبريل 2011  | فولتا كاستيلا ليون 2011        | السادس في تصنيف الجبال                                                   |
| 04 مارس 2012   | فولتا مورسيا 2012              | الفائز في التصنيف العام                                                  |
| 06 مايو 2012   | طواف كوميونيداد مدريد 2012     |                                                                          |
| 10 يونيو 2012  | كريثيديا دو دوفين 2012         | السابع في تصنيف الجبال، الثامن في تصنيف أفضل شاب                         |
| 17 يونيو 2012  | روتي دو سود 2012               | الفائز في التصنيف العام                                                  |
| 29 سبتمبر 2012 | طواف لومبارديا 2012            | المرتبة 11 في التصنيف العام                                              |
| 06 أكتوبر 2012 | 2012 طواف إيميليا              | الفائز في التصنيف العام                                                  |
| 01 يناير 2013  | طواف برغش 2013                 | الفائز في التصنيف العام                                                  |
| 10 مارس 2013   | باريس-نيس 2013                 | الرابع في تصنيف أفضل شاب                                                 |
| 06 أبريل 2013  | طواف إقليم الباسك 2013         | الفائز في التصنيف العام                                                  |
| 21 يوليو 2013  | سباق طواف فرنسا 2013           | الأول في تصنيف أفضل شاب، الأول في تصنيف الجبال، الثاني في التصنيف العام  |
| 01 يناير 2014  | طواف برغش 2014                 | الفائز في التصنيف العام                                                  |
| 26 يناير 2014  | طواف سان لويس 2014             | الفائز في التصنيف العام                                                  |
| 18 مارس 2014   | تيرينو ادرياتيكو 2014          | الأول في تصنيف أفضل شاب، الثاني في التصنيف العام                         |
| 01 يونيو 2014  | طواف إيطاليا 2014              | الفائز في التصنيف العام                                                  |
| 01 يناير 2015  | طواف العالم للدراجات 2015      |                                                                          |
| 25 يناير 2015  | طواف سان لويس 2015             |                                                                          |
| 17 مارس 2015   | تيرينو ادرياتيكو 2015          | الفائز في التصنيف العام                                                  |
| 21 يونيو 2015  | روتي دو سود 2015               |                                                                          |
| 26 يوليو 2015  | سباق طواف فرنسا 2015           | الأول في تصنيف أفضل شاب، الثاني في التصنيف العام، الثاني في تصنيف الجبال |
| 28 يوليو 2015  | 2015 Natourcriterium Roeselare | الفائز في التصنيف العام                                                  |
| 01 يناير 2016  | طواف العالم للدراجات 2016      |                                                                          |
| 27 مارس 2016   | فولتا كاتالونيا 2016           | الفائز في التصنيف العام                                                  |
| 01 مايو 2016   | طواف روماندي 2016              | الفائز في التصنيف العام                                                  |
| 19 يونيو 2016  | روتي دو سود 2016               | الفائز في التصنيف العام                                                  |
| 11 سبتمبر 2016 | طواف إسبانيا 2016              | الفائز في التصنيف العام، الفائز حسب تصنيف المجموعة                       |
| 29 يناير 2017  | تروفيو بالما 2017              |                                                                          |
| 05 فبراير 2017 | فولتا فالنسيا 2017             | الفائز في التصنيف العام                                                  |
| 14 مارس 2017   | تيرينو ادرياتيكو 2017          | الفائز في التصنيف العام                                                  |
| 01 مايو 2017   | فولتا أستورياس 2017            | الفائز في التصنيف العام                                                  |
| 01 يناير 2019  | طواف أمريكا للدراجات 2019      |                                                                          |
| 15 سبتمبر 2019 | Spanish Road Cycling Cup 2019  |                                                                          |
| 16 فبراير 2020 | طواف بروفانس 2020              | الفائز في التصنيف العام                                                  |
| 23 فبراير 2020 | طواف هوت فار 2020              | الفائز في التصنيف العام                                                  |
| 02 مايو 2021   | فولتا أستورياس 2021            | الفائز في التصنيف العام                                                  |
| 13 فبراير 2022 | طواف بروفانس 2022              | الفائز في التصنيف العام                                                  |
| 20 فبراير 2022 | طواف هوت فار 2022              | الفائز في التصنيف العام                                                  |

## روابط خارجية
- نيرو كوينتانا على موقع الاتحاد الدولي للدراجات (الإنجليزية)
- نيرو كوينتانا على موقع أرشيف الدراجات (الإنجليزية)
- نيرو كوينتانا على موقع إحصائيات الدراجات الإحترافية (الإنجليزية)
- نيرو كوينتانا على موقع نسبة الدراجات (الإنجليزية)
- نيرو كوينتانا على موقع CycleBase (الإنجليزية)
- نيرو كوينتانا على موقع أوليمبيديا (الإنجليزية)
- نيرو كوينتانا على موقع AS.com (الإسبانية)